# サンタクロースマシン
サンタクロースマシン (Santa Claus machine) とは与えられた材料で任意のオブジェクトや構造物を作成することが可能な仮想的な機械である。サンタクロースにちなんで名付けられた。これはダイソン球などの巨大な規模の仮想プロジェクトを議論するときに、未来学者やSF作家に参照される。これらの大規模な構造物は、人類が直接構築するには大きすぎるため、直接制御せずに建造を行える一連の知的な作業機械が必要となる。

## 起源
この用語は1978年にセオドア・テイラーによって考案された。
月や小惑星から岩石などの材料をすくい上げて、洗濯機、ティーカップ、自動車、宇宙船など、ほぼすべての製品を製造できる機械を想像してみよう。そのような機械が存在すれば、誰かがそれを作る方法を知っていて、それらの指示が機械に与えられ、太陽光と材料がある限り、誰でも思いつく限りの製品を呼び出して生産することができる。「サンタクロースマシン」はそのようなデバイスに付けられる名前としてふさわしいだろう。

## 議論
成熟したサンタクロースマシンを使用するためには技術を大幅に進歩させる必要がある。これには物質を収集、取得して他のタイプの物質に再構成する機能が含まれる。
科学的には、逆アセンブラー(分解作業)とアセンブラー(組立作業)の2つの工程が必要である。
逆アセンブラー(分解作業)の1つの例は、入れた物質を43,000°F（24,000°C）に加熱する電離箱で構成される。 すべての分子結合が切断され、電子が引き裂かれると、各原子核は磁場中を移動し、質量分析法に従ってその経路は電荷/質量比に比例して湾曲する。分離されたイオンは、各元素や分子の貯蔵を提供するために、コールドトラップの線形アレイによってキャプチャされる。
アセンブラー(組立作業)は、これらの貯蔵をある種の添加剤層製造装置（3Dプリンタおよびラピッドプロトタイピングマシンとも呼ばれる)の原料として使用する。3Dプリンタは既に市販されているが、複数の高度に準備された素材（すべての未加工要素で構成される）でプリントできるものはほとんどない、
自律的なサンタクロースマシンはおそらく高レベルの人工知能を必要とするが、小規模なプロジェクトでは自律的な動作はおそらく必要がない。ただし「物質コンパイラ」（どの原子がどこに行くかを把握する）は簡単なタスクではないため適切にプログラムする必要がある。ダイソン球のような巨大なプロジェクトでは、間違いなく自律性だけでなく、自己複製も必要になると推測される。これらの機能により、十分な物質とエネルギーが与えられた単一のサンタクロースマシンは、あらゆる規模のプロジェクトを構築できるようになる。
魔法使いの弟子に登場する箒のように、機械が暴走し複製し続けることで地球全体を破壊するようなグレイグーシナリオが起こる可能性がある。他には、物質を自由に複製できる社会では脱希少性経済に近づく可能性がある。レプリケーター技術を持つスタートレックシリーズなどが著名な例である。
人間社会は、有限のサンタクロースのマシンと考えることができる。